# Сіма Везервакс
Сіма Везервакс (до шлюбу Айсен (англ. Seema Aissen Weatherwax); 1905–2006) — американська фотографка, громадська діячка, автобіографка, довгожителька.

## Біографія
Народилася 25 серпня 1905 року в Чернігові, Російська імперія, в єврейській родині Аврама і Реви Айсен і була другою дитиною з трьох дочок.
До Першої світової війни, в 1912 році, сім'я емігрувала до Англії, щоб уникнути призову батька на військову службу. Тут Сіма закінчила середню школу і почала вивчати курси природознавства в Лідсі. Через кілька років після смерті батька мати відвезла трьох дочок в Бостон до своїх родичів. У 1922 році в Бостоні дівчина захопилася фотографією і знайшла свою першу роботу в фотолабораторії. Потім вона займалася фотографією в Нью-Джерсі, Нью-Мексико, Каліфорнії і на Таїті; але тільки в 95 років вперше представила свої власні фотографії публіці.
У Лос-Анджелесі в 1930-х роках вона вступила в Лігу працівників кіно і фото. У ці ж роки почала брати участь в русі за расову рівність, встановила міцні дружні стосунки з художниками і політичними активістами, включаючи Едварда Уестона, Імоджен Каннінгем і Вуді Гатрі. Сіма була помічницею Ансель Адамса в його роботі в Національному парку Йосеміті, фотографії якого увійшли в кампанію з охорони національних парків США. Стала близькою подругою його сім'ї.
У 1942 році Сіма Айсен одружилася з письменником Джеком Везерваксом (Jack Weatherwax), працюючи у нього фототехніком і підтримуючи його участь в лівому активізмі в Лос-Анджелесі. У 1984 році вони переїхали в Санта-Круз, штат Каліфорнія, де чоловік помер через три тижні. Після року жалоби Сіма Везервакс знову повернулася до громадської діяльності. Бажаючи поділитися своєю особистою колекцією творів мистецтва і фотографій, вона провела благодійні покази, стала учасницею Національної асоціації сприяння прогресу кольорового населення і Міжнародного жіночого союзу за мир і свободу. Була обрана до рад директорів цих двох організацій і незабаром стала добре відома в житті Санта-Круза.
Напередодні свого 94 дня народження вона вирішила опублікувати деякі зі старих негативів. У 2005 році Сіма Везервакс провела п'яту публічну виставку своїх фотографій в Special Collections Каліфорнійського університету в Санта-Крузі, а потім відсвяткувала свій 100-річний ювілей, випустивши автобіографію «Seema's Show: A Life on the Left», яка опублікована University of New Mexico Press.
Померла 25 червня 2006 року в місті Санта-Круз, штат Каліфорнія. Місце поховання невідоме.